# Đặng Văn Hiếu
Đặng Văn Hiếu (sinh năm 1953) là một Thượng tướng Công an nhân dân Việt Nam. Ông nguyên là Ủy viên Ban Chấp hành Trung ương Đảng Cộng sản Việt Nam khóa X, XI, nguyên Thứ trưởng Thường trực Bộ Công an Việt Nam, Phó Bí thư Đảng ủy Công an Trung ương (2011-2016), Chủ nhiệm Ủy ban Kiểm tra Đảng ủy Công an Trung ương (2011-2016), Đại biểu Quốc hội Việt Nam khóa XIII.

## Tiểu sử
Ông sinh ngày 21 tháng 7 năm 1953, quê quán tại thôn Yên Trạch, xã Trường Yên, Hoa Lư, Ninh Bình.
Ông từng theo học và tốt nghiệp Học viện An ninh Nhân dân khóa D2 năm 1970, sau đó phục vụ và thăng tiến trong ngành An ninh thuộc lực lượng Công an nhân dân Việt Nam. Trước khi được bổ nhiệm giữ chức vụ Thứ trưởng Bộ Công an, từ năm 2003, ông là Chánh văn phòng Bộ Công an, hàm Thiếu tướng.
Năm 2006, ông được bổ nhiệm giữ chức vụ Thứ trưởng Bộ Công an, hàm Trung tướng. Từ tháng 8 năm 2011, ông được bổ nhiệm giữ chức vụ Thứ trưởng Thường trực. Ngày 30 tháng 8 năm 2011, ông được Bộ Chính trị chỉ định giữ chức vụ Phó Bí thư Đảng ủy Công an Trung ương và được Đảng ủy ngành Công an Trung ương bầu làm Chủ nhiệm Ủy ban Kiểm tra Đảng ủy Công an Trung ương nhiệm kỳ 2010-2015.
Ngày 5 tháng 12 năm 2011, ông được thăng hàm Thượng tướng Công an.
Ông cũng là Ủy viên Ban Chấp hành Trung ương Đảng Cộng sản Việt Nam các khóa X và XI.

## Phong tặng

### Huân huy chương
- Huân chương Quân công hạng Ba (2011).[3]